# Evripidis Bakirtzis
Evripidis Bakirtzis (griechisch Ευριπίδης Μπακιρτζής; * 1895 in Kozani; † 9. Mai 1947 auf der Insel Fourni) war ein griechischer Offizier, Politiker, Widerstandskämpfer und Ministerpräsident der Gegenregierung während der Besetzung Griechenlands durch die deutsche Wehrmacht (1944).

## Offizier und Revolutionär
Als junger Soldat nahm Bakirtzis an den Balkankriegen 1912 bis 1913, am Ersten Weltkrieg sowie dem Griechisch-Türkischen Krieg teil.
Im Range eines Majors nahm er im September 1922 an der von Oberst Nikolaos Plastiras angeführten Revolution teil, die zur Abdankung von König Konstantin I. und der Einsetzung von König Georg II. führte. In der folgenden Zeit gehörte er mehreren illegalen militärischen Organisationen mit politischen Ambitionen an. 1926 wurde er im Range eines Oberstleutnants als Anführer einer militärischen Bewegung zum Tode verurteilt und aus dem Militärdienst entlassen.
1928 wurde er wieder in die Armee aufgenommen. Als Oberst nahm er 1935 an einem missglückten Staatsstreich teil und wurde anschließend zum zweiten Mal zum Tode verurteilt. Auch dieses Todesurteil wurde aufgehoben und er selbst unehrenhaft aus der Armee entlassen und auf die Insel Agios Efstratios verbannt.
1937 wurde er durch Diktator Ioannis Metaxas unter der Auflage Griechenland sofort zu verlassen aus der Haft entlassen.

## Widerstandskämpfer und „Ministerpräsident“
Im Januar 1941 kehrte er nach Griechenland zurück, nachdem sich die drohende Besetzung durch Truppen der deutschen Wehrmacht abzeichnete. Bald war er Mitgründer von Widerstandsbewegungen gegen die deutsche Besatzungsmacht und Hauptorganisator des Widerstands in Makedonien.
Am 10. März 1944 wurde er nach der Gründung des Politischen Komitees der Nationalen Befreiung (Πολιτική Επιτροπή Εθνικής Απελευθέρωσης) dessen Übergangsvorsitzender. Das PKNB war eine kommunistisch geprägte Gegenregierung zur Kollaborationsregierung unter Ioannis Rallis in Athen sowie der von den Alliierten anerkannten im Exil in Kairo befindlichen Regierung unter Emmanouil Tsouderos. Umgangssprachlich wurde die Regierung wegen ihrer Verstecke als Bergregierung (Κυβέρνηση του βουνού) bezeichnet. Am 18. April 1944 trat er vom Amt des Vorsitzenden des PKNB zu Gunsten von Alexandros Svolos zurück. Er selbst blieb bis zur Auflösung der Bergregierung am 2. September 1944 deren Stellvertretender Vorsitzender und Generalsekretär.
Nach der Befreiung Griechenlands wurde er als Linker verhaftet und erneut auf die Insel Agios Efstratios verbannt. Im Februar 1947 wurde er aus der Verbannung entlassen und war als Mitglied einer UN-Kommission mit der Untersuchung der Zeit des Zweiten Weltkriegs betraut.
Wenige Monate darauf wurde Bakirtzis, der der „rote Oberst“ genannt wurde, mit einer Kugel im Kopf tot in seinem Appartement aufgefunden. Die Todesumstände blieben ungeklärt, wurden aber offiziell als Selbstmord dargestellt.